# Zarzecze (sielsowiet Pierszaje)
Zarzecze (biał. Зарэчча; ros. Заречье) – wieś na Białorusi, w obwodzie mińskim, w rejonie wołożyńskim, w sielsowiecie Pierszaje.

## Historia
W czasach zaborów w okręgu wiejskim Jarszewicze, w gminie Hermaniszki, w powiecie wilejskim, w guberni wileńskiej Imperium Rosyjskiego. W 1866 roku liczyła 105 mieszkańców (35 dusz rewizyjnych w części Komarów, 5 dusz w części Czaplińskiego, 16 dusz w części Sopoćków) w 16 domach.
W latach 1921–1945 wieś leżała w Polsce, w województwie wileńskim, w powiecie wilejskim, od 1927 roku w powiecie mołodeckim, w gminie Gródek.
Według Powszechnego Spisu Ludności z 1921 roku zamieszkiwało tu 207 osób, 6 było wyznania rzymskokatolickiego a 201 prawosławnego. Jednocześnie 6 mieszkańców zadeklarowało polską, 196 białoruską a 5 inną przynależność narodową. Były tu 34 budynki mieszkalne. W 1931 w 38 domach zamieszkiwało 200 osób.
Wierni należeli do parafii rzymskokatolickiej w Pierszajach i parafii prawosławnej w Jarszewiczach. Miejscowość podlegała pod Sąd Grodzki w Rakowie i Okręgowy w Wilnie; właściwy urząd pocztowy mieścił się w Gródku.
W wyniku napaści ZSRR na Polskę we wrześniu 1939 miejscowość znalazła się pod okupacją sowiecką. 2 listopada została włączona do Białoruskiej SRR. Od czerwca 1941 roku pod okupacją niemiecką. W 1944 miejscowość została ponownie zajęta przez wojska sowieckie i włączona do Białoruskiej SRR.
Od 1991 w składzie niepodległej Białorusi.